# Dwayne Kirkley
Dwayne Kirkley (* 22. Oktober 1970 in Washington) ist ein ehemaliger US-amerikanischer Basketballspieler auf der Position des Aufbauspielers. Der 1,85 Meter große Kirkley spielte für die BG Göttingen in der Basketball-Bundesliga.

## Laufbahn
Der ursprünglich aus Virginia Beach stammende Kirkley spielte Basketball an der Admiral Arthur W. Radford High School auf Hawaii, von 1989 bis 1991 am Centralia College und von 1992 bis 1994 an der Western Washington University in der Hochschulliga NAIA. Im Spieljahr 1993/94 war er mit einem Punkteschnitt von 20,4 pro Partie bester Werfer WWUs und gab im Saisonverlauf 6,0 Korbvorlagen und 3,2 Ballgewinne je Spiel – auch das waren Mannschaftshöchstwert. Für seine Leistungen in der Saison 1993/94 wurde er von der NAIA mit „All-America“-Ehren bedacht und als Sportler des Jahres der Western Washington University ausgezeichnet. 2001 wurde Kirkley in die „Hall of Fame“ des Centralia College, 2010 der Western Washington University und 2002 der Northwest Athletic Conference aufgenommen.
Kirkley wurde nach seinem Uni-Abschluss 1994 Berufsbasketballspieler, spielte zwei Jahre in Australien bei den Sutherland Sharks, dann in Indonesien, China und Japan, ehe er 2004 zu BG Göttingen nach Deutschland wechselte, wo er bis 2008 blieb. Er spielte bei den Niedersachsen – wie bereits in Japan – unter Trainer John Patrick. 2007 stieg Kirkley mit den „Veilchen“ von der zweiten in die erste Bundesliga auf. In der Aufstiegssaison 2006/07 wurde Kirkley vom Internetdienst eurobasket.com in die Auswahl der besten Verteidiger der 2. Bundesliga Nord berufen. Im Anschluss an das Spieljahr 2007/08, in dem er in 28 Bundesliga-Partien zum Einsatz kam und dabei im Schnitt 4,1 Punkte erzielte, beendete Kirkley seine Laufbahn. Der US-Amerikaner war in Göttingen Mannschaftskapitän und Liebling der Anhängerschaft.
Nach der Spielerkarriere wurde Kirkley für eine Investitionsfirma sowie ab 2010 als Trainer für ein Unternehmen in Hongkong tätig, das Basketballtraining anbietet.